# Hemsjön (Fagerhults socken, Småland)
Hemsjön är en sjö i Högsby kommun i Småland och ingår i Emåns huvudavrinningsområde. Sjön är 8 meter djup, har en yta på 0,176 kvadratkilometer och är belägen 154,1 meter över havet. Sjön avvattnas av vattendraget Nötån.

## Delavrinningsområde
Hemsjön ingår i det delavrinningsområde (633761-149449) som SMHI kallar för Inloppet i Salen. Medelhöjden är 164 meter över havet och ytan är 5,55 kvadratkilometer. Räknas de 2 avrinningsområdena uppströms in blir den ackumulerade arean 51,8 kvadratkilometer. Nötån som avvattnar avrinningsområdet har biflödesordning 2, vilket innebär att vattnet flödar genom totalt 2 vattendrag innan det når havet efter 80 kilometer. Avrinningsområdet består mestadels av skog (79 procent). Avrinningsområdet har 0,17 kvadratkilometer vattenytor vilket ger det en sjöprocent på 3,1 procent.